# 布萊恩鎮區 (愛荷華州艾達縣)
布萊恩鎮區（英語：Blaine Township）是位於美國愛荷華州艾達縣的一個行政鎮區。

## 地方資料
根據2010年美國人口普查的數據，布萊恩鎮區的面積為94.16平方千米，當中陸地面積為94.14平方千米，而水域面積為0.02平方千米。當地共有人口428人，而人口密度為每平方千米4.55人。